# Битка при Капетра
Битката при Капетра е мимолетен епизод от продължилия близо 3 века военен конфликт между Източната римска империя и селджукските турски държави. Този сблъсък обаче е със съществена геополитичека стойност, защото бележи началото на откритото военно противопоставяне между двете държави и води след себе си събития със стойност на Религиозни войни в течение на следващите 5 века, а и до днес.

## Предистория
След управлението на Василий Вулгароктонос византийската държава, бъдещ модел за западноевропейските християнски монархии, е в колапс. Изтощена от войни на изток и запад, тя е застрашена от победилите вече Абасидите селджуки в Средна Азия. Туркоманските конници на Тогрул бей търсят нови жизнени пространства и под Знамето на Пророка виждат път за разпространение на исляма на запад през Мала Азия. През пролетта на 1048 г. откъслечните нападения са заместени от организирана инвазия за грабеж в територията на Североизточна Византия, като кампанията се ръководи от кръвния брат на султана Ибрахим. Тюрките бързо преодоляват граничните войски и подлагат на разграбване и палеж административните темѝ Иверия и Армения. Завладяват и разграбват тържището Арзен, селище с компактно мюсюлманско население и това е повод срещу Ибрахим да бъде изпратена 50-хилядна армия.

## Битка
Експедицията се води от Липарит IV, грузински феодал, когото по-рано византийската военна дипломация подпомага срещу Баграт IV в грузински вътрешен конфликт. Освен иверийци Мономах изпраща срещу турците и тагми от други темѝ, водени от дуковете Кекавмен и Ааронис. Последният е свързан с историята на Първата Българска държава – син на Иван Владислав и праплеменник на Самуил, той е вече сполучливо инкорпориран във византийската дворцова аристокрация.
В една лятна нощ на 1048 г. византийската армия се сблъсква с конницата на Ибрахим Йънал близо до селището Капетра, днес Хасан кале в Турция. Теренът, нощният мрак и маневреността на тюрките не позволяват численото превъзходство на християнските сили да се материализира в решителна победа. Селджуките съумяват да отстъпят стратегически, като успяват да спасят целия обоз с натрупаната плячка, тълпата пленени роби, а дори и пленения в битката Липарит.

## Последствия
По-късно грузинецът Липарит е откупен и принуден да се закълне, че няма повече да воюва със селджукските турци. Според източниците. Ибрахим отвежда в робство близо 100 хиляди души и плячка, натоварена на 10 хиляди камили. Този краен успех отваря вратите за все по-масираното селджукско настъпление на запад, на което светът става свидетел в следващите години.